# 다나베 게이스케
다나베 게이스케(일본어: 田辺 圭佑, 1992년 3월 29일 ~ )는 일본의 축구 선수이다.

## 구단 경력
그는 2014년부터 2023년까지 J리그의 FC 류큐, 로아소 구마모토, 가고시마 유나이티드 FC에서 활동하였다.